# 布尤特縣 (南達科他州)
布尤特縣（英語：Butte County）是美國南達科他州西部的一個縣，西鄰懷俄明州和蒙大拿州。面積5,870平方公里。根據美國2000年人口普查，共有人口9,094人。縣治貝爾富什 (Belle Fourche)。
成立於1883年。縣名來自當地的地理特徵孤丘。美國 (包括阿拉斯加及夏威夷州)的地理中心位於縣治以北32公里處。